# Jean-François Paulouin
Jean-François Paulouin, né le 22 janvier 1810 à Conlie, mort le 2 décembre 1879 à Allonnes, est une prêtre catholique français, historien local, spécialiste de la chouannerie du Maine pendant la Révolution française.

## Biographie
Il fut ordonné prêtre du diocèse du Mans en 1834, puis nommé dans la paroisse d'Allonnes dans la Sarthe en 1848, il rédige un ouvrage en 1875 sur la chouannerie du Maine avec la biographie des officiers et personnages célèbres de cette période,.
Il s'oppose à l'historien Duchemin des Cepeaux au sujet de l'origine de la Chouannerie du Haut et du Bas-Maine et à la notoriété de Jean Chouan, l'abbé Paulouin fait au contraire une place plus importante dans ses récits à Louis Courtillé dit Saint-Paul,.

## Source
- Bibliothèque nationale de France, Jean-François Paulouin (1810-1879)[6].